# Modibo Keïta (Politiker, 1942)

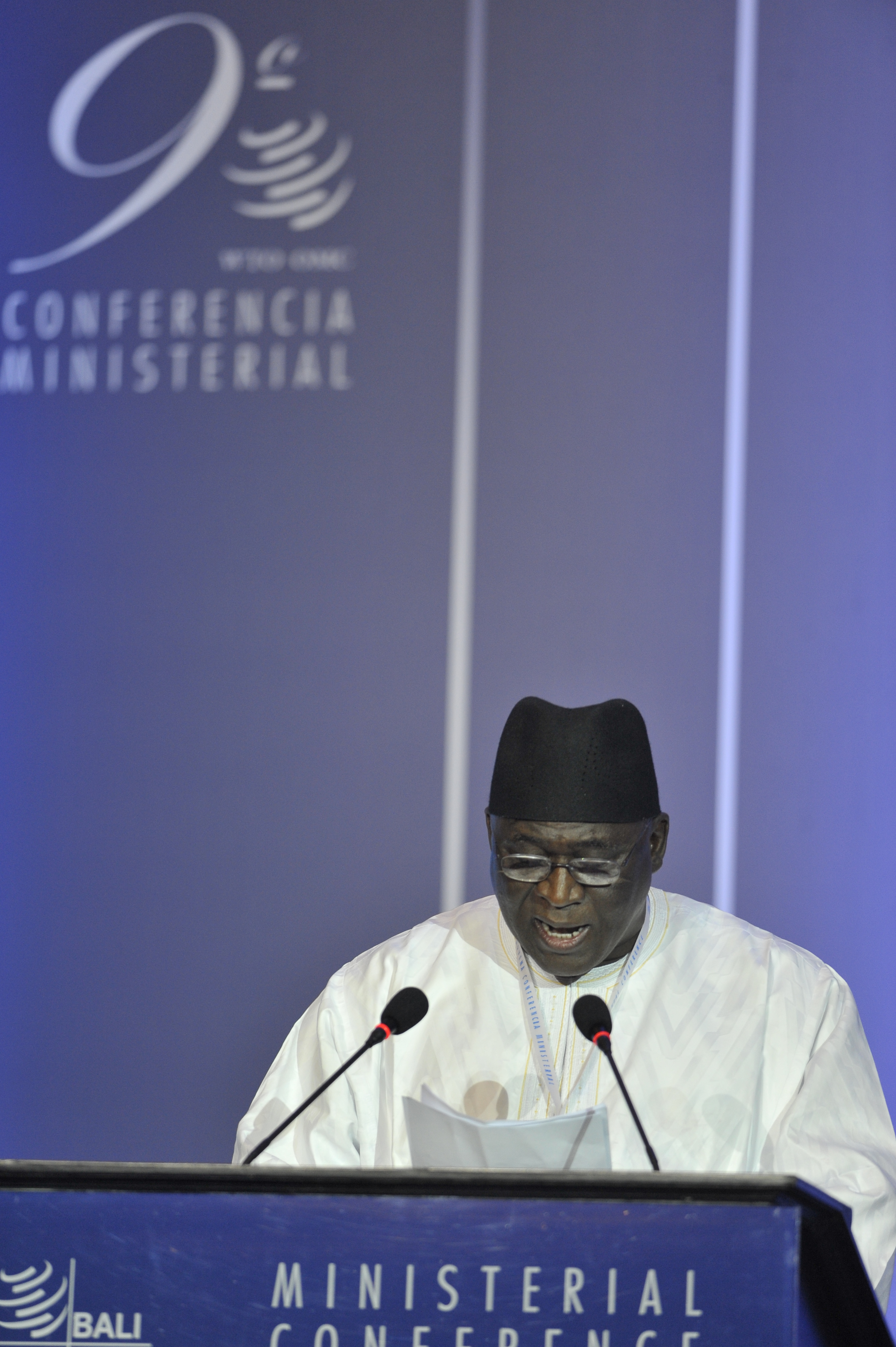
Modibo Keïta (2013)

Modibo Keïta (* 31. Juli 1942 in Koulikoro; † 2. Januar 2021) war ein malischer Politiker, der 2002 und zwischen 2015 und 2017 Premierminister von Mali war.

## Leben
Keïta bekleidete von 1982 bis 1986 den Posten als Minister für Arbeit und den öffentliche Dienst in der Regierung von Präsident Moussa Traoré. 1986 übernahm er im Rahmen einer Kabinettsumbildung von Alioune Blondin Beye das Amt des Außenministers, das er bis zu seiner Ablösung durch N’Golo Traoré 1989 bekleidete. Danach fungierte er zwischen 1990 und 1992 als Botschafter in der Bundesrepublik Deutschland.
Modibo Keïta war als Nachfolger von Mandé Sidibé vom 18. März 2002 bis zum 8. Juni 2002 erstmals Premierminister Malis sowie der letzte Premierminister unter Präsident Alpha Oumar Konaré.
Am 8. Januar 2015 wurde er als Nachfolger von Moussa Mara erneut zum Premierminister Malis ernannt. Am 10. Januar 2015 stellte er sein Kabinett vor, dem Tieman Coulibaly als Verteidigungsminister und Mamadou Diarra als Finanzminister angehörten, während Abdoulaye Diop Außenminister und Sada Samaké Minister für Innere Sicherheit blieb. Das Amt des Premierministers bekleidete er bis zu seiner Ablösung durch Abdoulaye Idrissa Maïga am 10. April 2017.